# Haemaphysalis roubaudi
Haemaphysalis roubaudi este o specie de căpușe din genul Haemaphysalis, familia Ixodidae, descrisă de Toumanoff în anul 1940. Conform Catalogue of Life specia Haemaphysalis roubaudi nu are subspecii cunoscute.